# 노다 내각
노다 내각(일본어: 野田内閣)은 중의원 의원, 재무대신, 민주당 대표 노다 요시히코가 제95대 내각총리대신으로 임명되어, 2011년 9월 2일부터 2012년 1월 13일까지 존재한 일본의 내각이다.

## 개요
2011년 8월 30일, 전임 내각이었던 간 나오토 제2차 개조내각이 총사직 했기 때문에 국회에서 내각총리대신 지명 선거를 실시했다. 중의원은 노다를 1회째의 투표로 지명, 참의원에서는 과반수의 표를 얻은 사람이 없었기 때문에 1위인 노다와 2위였던 다니가키 사다카즈 자유민주당 총재에 의한 결선투표를 치르면서 노다가 1위로 선출되는 등 참의원에서도 노다를 내각총리대신으로 지명했다. 2011년 9월 2일, 내각총리대신의 친임식 및 국무대신의 인증식이 거행되면서 노다 내각이 정식으로 발족해 하토야마 유키오 내각, 간 내각(1차 개조, 2차 개조)에 뒤를 잇는 세 번째의 민주당 중심의 내각이 탄생했다.

## 국회 총리 지명 선거
| 중의원 내각총리대신 지명 선거 총 투표수 476표 중 과반수인 239표 득표 필요 | 중의원 내각총리대신 지명 선거 총 투표수 476표 중 과반수인 239표 득표 필요 | 중의원 내각총리대신 지명 선거 총 투표수 476표 중 과반수인 239표 득표 필요 | 중의원 내각총리대신 지명 선거 총 투표수 476표 중 과반수인 239표 득표 필요 |
| 내각총리대신 후보                                                         | 내각총리대신 후보                                                         | 득표수                                                                    | 득표수                                                                    |
| 내각총리대신 후보                                                         | 내각총리대신 후보                                                         | 정당별                                                                    | 총계                                                                      |
| ------------------------------------------------------------------------- | ------------------------------------------------------------------------- | ------------------------------------------------------------------------- | ------------------------------------------------------------------------- |
|                                                                           | 노다 요시히코                                                             | 민주당(303), 국민신당(3), 신당일본(1), 의장(1)                            | 308 / 479                                                                 |
|                                                                           | 다니가키 사다카즈                                                         | 자유민주당(116), 무소속(1), 부의장(1)                                     | 118 / 479                                                                 |
|                                                                           | 야마구치 나쓰오                                                           | 공명당(21)                                                                | 21 / 479                                                                  |
|                                                                           | 시이 가즈오                                                               | 일본공산당(9)                                                             | 9 / 479                                                                   |
|                                                                           | 후쿠시마 미즈호                                                           | 사회민주당(6)                                                             | 6 / 479                                                                   |
|                                                                           | 와타나베 요시미                                                           | 모두의 당(5)                                                              | 5 / 479                                                                   |
|                                                                           | 히라누마 다케오                                                           | 일어나라 일본(2), 무소속(2)                                               | 4 / 479                                                                   |
|                                                                           | 오자와 이치로                                                             | 무소속(1)                                                                 | 1 / 479                                                                   |
|                                                                           | 가이에다 반리                                                             | 무소속(1)                                                                 | 1 / 479                                                                   |
|                                                                           | 하토야마 구니오                                                           | 무소속(1)                                                                 | 1 / 479                                                                   |
|                                                                           | 요코쿠메 가쓰히토                                                         | 무소속(1)                                                                 | 1 / 479                                                                   |
|                                                                           | 기권                                                                      | 감세일본(1)                                                               | 1 / 479                                                                   |
|                                                                           |                                                                           |                                                                           |                                                                           |
|                                                                           | 미투표                                                                    | 무소속(2), 자유민주당(1)                                                  | 3 / 479                                                                   |
| 출처: 177th Diet Session (House of Representatives)                       |                                                                           |                                                                           |                                                                           |

| 참의원 내각총리대신 지명 선거 | 참의원 내각총리대신 지명 선거                        | 참의원 내각총리대신 지명 선거                                                     | 참의원 내각총리대신 지명 선거                        |
| 내각총리대신 후보 | 내각총리대신 후보                                    | 득표수                                                                            | 득표수                                               |
| 내각총리대신 후보 | 내각총리대신 후보                                    | 정당별                                                                            | 총계                                                 |
| 1차 투표 총 투표수 241표 중 과반수인 121표 득표 필요                                                                             | 1차 투표 총 투표수 241표 중 과반수인 121표 득표 필요 | 1차 투표 총 투표수 241표 중 과반수인 121표 득표 필요                              | 1차 투표 총 투표수 241표 중 과반수인 121표 득표 필요 |
| --- | ---------------------------------------------------- | --------------------------------------------------------------------------------- | ---------------------------------------------------- |
| | 노다 요시히코                                        | 민주당-신록풍회(106), 국민신당(3), 무소속(1)                                      | 110 / 242                                            |
| | 다니가키 사다카즈                                    | 자유민주당(82), 무소속(2), 부의장(1)                                              | 85 / 242                                             |
| | 야마구치 나쓰오                                      | 공명당(19)                                                                        | 19 / 242                                             |
| | 와타나베 요시미                                      | 모두의 당(11)                                                                     | 11 / 242                                             |
| | 시이 가즈오                                          | 일본공산당(6)                                                                     | 6 / 242                                              |
| | 후쿠시마 미즈호                                      | 사회민주당(4), 무소속(1)                                                          | 5 / 242                                              |
| | 히라누마 다케오                                      | 일어나라 일본-신당개혁(3)                                                         | 3 / 242                                              |
| | 마스조에 요이치                                      | 일어나라 일본-신당개혁(2)                                                         | 2 / 242                                              |
| |                                                      |                                                                                   |                                                      |
| | 미투표                                               | 의장(1)                                                                           | 1 / 242                                              |
| 결선 투표 단순 다수 득표 필요 |                                                      |                                                                                   |                                                      |
| | 노다 요시히코                                        | 민주당-신록풍회(106), 국민신당(3), 무소속(1)                                      | 110 / 242                                            |
| | 다니가키 사다카즈                                    | 자유민주당(82), 공명당(19), 일어나라 일본-신당개혁(3), 무소속(2), 부의장(1)       | 107 / 242                                            |
| | 기권                                                 | 모두의 당(11), 일본공산당(6), 사회민주당(4), 일어나라 일본-신당개혁(2), 무소속(1) | 24 / 242                                             |
| |                                                      |                                                                                   |                                                      |
| | 미투표                                               | 의장(1)                                                                           | 1 / 242                                              |
| 출처: 177th Diet Session (House of Councillors) - First round vote 177th Diet Session (House of Councillors) - Second round vote |                                                      |                                                                                   |                                                      |

## 국무대신
| 출신 당파 : 민주당 국민신당 (발족시 : 민주당 16, 국민신당 1) |

| 직책                                                  | 대수 | 성명              | 성명 | 주요 경력                                     | 임시 대리 순위 | 재직 기간                         | 비고                                        |
| ----------------------------------------------------- | ---- | ----------------- | ---- | --------------------------------------------- | -------------- | --------------------------------- | ------------------------------------------- |
| 내각총리대신                                          | 95   | 노다 요시히코     |      | 중의원 민주당 (노다 그룹)                     | -              | 2011년 9월 2일 ~ 2012년 1월 13일  | 민주당 대표                                 |
| 총무대신                                              | 15   | 가와바타 다쓰오   |      | 중의원 민주당 (가와바타 그룹) (하토야마 그룹) | 3              | 2011년 9월 2일 ~ 2012년 1월 13일  |                                             |
| 법무대신                                              | 88   | 히라오카 히데오   |      | 중의원 민주당 (간 그룹) (곤도·히라오카 그룹)  | -              | 2011년 9월 2일 ~ 2012년 1월 13일  |                                             |
| 외무대신                                              | 145  | 겐바 고이치로     |      | 중의원 민주당 (겐바 그룹)                     | -              | 2011년 9월 2일 ~ 2012년 1월 13일  |                                             |
| 재무대신                                              | 15   | 아즈미 준         |      | 중의원 민주당 (마에하라 그룹)                 | -              | 2011년 9월 2일 ~ 2012년 1월 13일  |                                             |
| 문부과학대신                                          | 15   | 나카가와 마사하루 |      | 중의원 민주당 (하타 그룹)                     | -              | 2011년 9월 2일 ~ 2012년 1월 13일  | 국립국회도서관 연락조정위원회 위원          |
| 후생노동대신                                          | 14   | 고미야마 요코     |      | 중의원 민주당 (마에하라 그룹)                 | -              | 2011년 9월 2일 ~ 2012년 1월 13일  |                                             |
| 농림수산대신                                          | 53   | 가노 미치히코     |      | 중의원 민주당 (가노 그룹)                     | 2              | 2011년 9월 2일 ~ 2012년 1월 13일  |                                             |
| 경제산업대신                                          | 15   | 하치로 요시오     |      | 중의원 민주당 (요코미치 그룹)                 | -              | 2011년 9월 2일 ~ 2011년 9월 11일  | 원자력 경제 피해 담당                       |
| 경제산업대신                                          |      | 후지무라 오사무   |      | 중의원 민주당 (노다 그룹)                     | -              | 2011년 9월 11일 ~ 2011년 9월 12일 | 원자력 경제 피해 담당 임시 대리             |
| 경제산업대신                                          | 16   | 에다노 유키오     |      | 중의원 민주당 (마에하라 그룹) (간 그룹)       | -              | 2011년 9월 12일 ~ 2012년 1월 13일 | 원자력 경제 피해 담당                       |
| 국토교통대신                                          | 16   | 마에다 다케시     |      | 참의원 민주당 (가노 그룹)                     | 5              | 2011년 9월 2일 ~ 2012년 1월 13일  | 해양 정책 담당                              |
| 환경대신                                              | 17   | 호소노 고시       |      | 중의원 민주당 (마에하라 그룹)                 | -              | 2011년 9월 2일 ~ 2012년 1월 13일  | 원자력 발전 사고의 수습 및 재발 방지        |
| 방위대신                                              | 9    | 이치카와 야스오   |      | 참의원 민주당 (오자와 그룹) (하토야마 그룹)   | -              | 2011년 9월 2일 ~ 2012년 1월 13일  |                                             |
| 내각관방장관                                          | 80   | 후지무라 오사무   |      | 중의원 민주당 (노다 그룹)                     | 1              | 2011년 9월 2일 ~ 2012년 1월 13일  |                                             |
| 국가공안위원회 위원장                                 | 85   | 야마오카 겐지     |      | 중의원 민주당 (오자와 그룹) (하라구치 그룹)   | 4              | 2011년 9월 2일 ~ 2012년 1월 13일  | 납치 문제 담당                              |
| 내각부 특명담당대신 (오키나와 및 북방 대책 담당)      | 15   | 가와바타 다쓰오   |      | 중의원 민주당 (가와바타 그룹) (하토야마 그룹) | 3              | 2011년 9월 2일 ~ 2012년 1월 13일  |                                             |
| 내각부 특명담당대신 (방재 담당)                       | 17   | 히라노 다쓰오     |      | 참의원 민주당 (겐바 그룹) (오자와 그룹)       | -              | 2011년 9월 2일 ~ 2012년 1월 13일  | 동일본 대지진 부흥 대책 담당                |
| 내각부 특명담당대신 (금융 담당)                       | 15   | 지미 쇼자부로     |      | 참의원 국민신당                               | -              | 2011년 9월 2일 ~ 2012년 1월 13일  | 우정 개혁 담당                              |
| 내각부 특명담당대신 (소비자 및 식품 안전 담당)        | 6    | 야마오카 겐지     |      | 중의원 민주당 (오자와 그룹) (하라구치 그룹)   | 4              | 2011년 9월 2일 ~ 2012년 1월 13일  |                                             |
| 내각부 특명담당대신 (행정 쇄신 담당)                  | 5    | 무라타 렌호       |      | 참의원 민주당 (노다 그룹)                     | -              | 2011년 9월 2일 ~ 2012년 1월 13일  | 공무원 제도 개혁 담당                       |
| 내각부 특명담당대신 (‘새로운 공공’ 담당)              | 3    | 무라타 렌호       |      | 참의원 민주당 (노다 그룹)                     | -              | 2011년 9월 2일 ~ 2012년 1월 13일  |                                             |
| 내각부 특명담당대신 (저출산 대책 담당)                | 9    | 무라타 렌호       |      | 참의원 민주당 (노다 그룹)                     | -              | 2011년 9월 2일 ~ 2012년 1월 13일  |                                             |
| 내각부 특명담당대신 (남녀 공동 참가 담당)             | 13   | 무라타 렌호       |      | 참의원 민주당 (노다 그룹)                     | -              | 2011년 9월 2일 ~ 2012년 1월 13일  |                                             |
| 내각부 특명담당대신 (경제 재정 정책 담당)             | 17   | 후루카와 모토히사 |      | 중의원 민주당 (마에하라 그룹)                 | -              | 2011년 9월 2일 ~ 2012년 1월 13일  | 국가 전략 담당 사회 보장·세금 일체개혁 담당 |
| 내각부 특명담당대신 (지역 주권 추진 담당)             | 4    | 가와바타 다쓰오   |      | 중의원 민주당 (가와바타 그룹) (하토야마 그룹) | 3              | 2011년 9월 2일 ~ 2012년 1월 13일  | 지역 활성화 담당                            |
| 내각부 특명담당대신 (과학 기술 정책 담당)             | 16   | 후루카와 모토히사 |      | 중의원 민주당 (마에하라 그룹)                 | -              | 2011년 9월 2일 ~ 2012년 1월 13일  | 우주 개발 담당                              |
| 내각부 특명담당대신 (원자력 손해 배상 지원 기구 담당) | 2    | 호소노 고시       |      | 중의원 민주당 (마에하라 그룹)                 | -              | 2011년 9월 2일 ~ 2011년 10월 3일  |                                             |
| 내각부 특명담당대신 (원자력 손해 배상 지원 기구 담당) | 3    | 에다노 유키오     |      | 중의원 민주당 (마에하라 그룹) (간 그룹)       | -              | 2011년 10월 3일 ~ 2012년 1월 13일 |                                             |
| 내각부 특명담당대신 (원자력 행정 담당)                | 1    | 호소노 고시       |      | 중의원 민주당 (마에하라 그룹)                 | -              | 2011년 10월 3일 ~ 2012년 1월 13일 |                                             |
| 1. 2. 3. 4. 5. 6. 7. 8.                               |      |                   |      |                                               |                |                                   |                                             |

- 2011년 9월 2일 임명.
  - 평균 연령 : 58.3세
  - 최고령 : 마에다 다케시(73세)
  - 최연소 : 호소노 고시(40세)

## 내각관방부장관·내각법제국 장관
| 직책            | 성명              | 담당      | 소속                               | 비고                  |
| --------------- | ----------------- | --------- | ---------------------------------- | --------------------- |
| 내각관방부장관  | 사이토 쓰요시     | 정무 담당 | 중의원, 민주당(곤도·히라오카 그룹) |                       |
| 내각관방부장관  | 나가하마 히로유키 | 정무 담당 | 참의원, 민주당(노다 그룹)          |                       |
| 내각관방부장관  | 다케토시 마코토   | 사무 담당 | 전 국토교통성 사무차관             |                       |
| 내각법제국 장관 | 가지타 신이치로   |           | 전 내각법제차장, 자치성 출신       | 2011년 12월 22일 퇴임 |
| 내각법제국 장관 | 야마모토 쓰네유키 |           | 전 내각법제차장, 통상산업성 출신   | 2011년 12월 22일 임명 |

- 2011년 9월 2일 임명.

## 내각총리대신 보좌관
| 직책                | 성명              | 담당                                         | 소속                          | 비고 |
| ------------------- | ----------------- | -------------------------------------------- | ----------------------------- | ---- |
| 내각총리대신 보좌관 | 스에마쓰 요시노리 | 동일본 대지진 부흥 대책 담당                 | 중의원, 민주당(간 그룹)       |      |
| 내각총리대신 보좌관 | 데즈카 요시오     | 정치 주도에 의한 정책 운영 및 국회 대책 담당 | 중의원, 민주당(노다 그룹)     |      |
| 내각총리대신 보좌관 | 나가시마 아키히사 | 외교 및 안전 보장 담당                       | 중의원, 민주당(노다 그룹)     |      |
| 내각총리대신 보좌관 | 혼다 히라나오     | 내정의 중요 정책에 관한 부처간 조정 담당     | 중의원, 민주당(간 그룹)       |      |
| 내각총리대신 보좌관 | 미즈오카 슌이치   | 정치 주도에 의한 정책 운영 및 국회 대책 담당 | 참의원, 민주당(요코미치 그룹) |      |

- 2011년 9월 5일 임명.

## 부대신
| 직책            | 성명              | 소속                          | 비고 |
| --------------- | ----------------- | ----------------------------- | ---- |
| 내각부 부대신   | 이시다 가쓰유키   | 중의원, 민주당(가노 그룹)     |      |
| 내각부 부대신   | 고토 히토시       | 중의원, 민주당(하타 그룹)     |      |
| 내각부 부대신   | 나카쓰카 잇코     | 중의원, 민주당(오자와 그룹)   |      |
| 총무 부대신     | 기카와다 도루     | 중의원, 민주당(오자와 그룹)   |      |
| 총무 부대신     | 마쓰자키 기미아키 | 중의원, 민주당(가노 그룹)     |      |
| 법무 부대신     | 다키 마코토       | 중의원, 민주당(무파벌)        |      |
| 외무 부대신     | 야마구치 쓰요시   | 중의원, 민주당(겐바 그룹)     |      |
| 외무 부대신     | 야마네 류지       | 참의원, 민주당(가와바타 그룹) |      |
| 재무 부대신     | 이가라시 후미히코 | 중의원, 민주당(하토야마 그룹) | 재임 |
| 재무 부대신     | 후지타 유키히사   | 참의원, 민주당(하토야마 그룹) |      |
| 문부과학 부대신 | 오쿠무라 덴조     | 중의원, 민주당(오자와 그룹)   |      |
| 문부과학 부대신 | 모리 유코         | 참의원, 민주당(오자와 그룹)   |      |
| 후생노동 부대신 | 마키 요시오       | 중의원, 민주당(하토야마 그룹) |      |
| 후생노동 부대신 | 쓰지 야스히로     | 참의원, 민주당(하토야마 그룹) |      |
| 농림수산 부대신 | 쓰쓰이 노부타카   | 중의원, 민주당(요코미치 그룹) | 재임 |
| 농림수산 부대신 | 이와모토 쓰카사   | 참의원, 민주당(가와바타 그룹) |      |
| 경제산업 부대신 | 마키노 세이슈     | 중의원, 민주당(하토야마 그룹) |      |
| 경제산업 부대신 | 마쓰시타 다다히로 | 중의원, 국민신당              | 재임 |
| 국토교통 부대신 | 오쿠다 겐         | 중의원, 민주당(하타 그룹)     |      |
| 국토교통 부대신 | 마쓰바라 진       | 중의원, 민주당(하토야마 그룹) |      |
| 환경 부대신     | 요코미쓰 가쓰히코 | 중의원, 민주당(요코미치 그룹) |      |
| 방위 부대신     | 와타나베 슈       | 중의원, 민주당(마에하라 그룹) |      |

- 2011년 9월 5일 임명.

## 대신 정무관
| 직책                | 성명                | 소속                               | 비고                     |
| ------------------- | ------------------- | ---------------------------------- | ------------------------ |
| 내각부대신 정무관   | 아쿠쓰 유키히코     | 중의원, 민주당(간 그룹)            | 재임 2011년 9월 7일 퇴임 |
| 내각부대신 정무관   | 고리 가즈코         | 중의원, 민주당(요코미치 그룹)      | 2011년 9월 7일 임명      |
| 내각부대신 정무관   | 오구시 히로시       | 중의원, 민주당(노다 그룹)          |                          |
| 내각부대신 정무관   | 소노다 야스히로     | 중의원, 민주당(하타 그룹)          | 재임                     |
| 총무대신 정무관     | 후쿠다 아키오       | 중의원, 민주당(하토야마 그룹)      |                          |
| 총무대신 정무관     | 슈하마 료           | 참의원, 민주당(오자와 그룹)        |                          |
| 총무대신 정무관     | 모리타 다카시       | 참의원, 국민신당                   | 재임                     |
| 법무대신 정무관     | 다니 히로유키       | 참의원, 민주당(요코미치 그룹)      |                          |
| 외무대신 정무관     | 나카노 조           | 중의원, 민주당                     |                          |
| 외무대신 정무관     | 가토 도시유키       | 참의원, 민주당                     |                          |
| 외무대신 정무관     | 하마다 가즈유키     | 참의원, 무소속 → 국민신당          |                          |
| 재무대신 정무관     | 미타니 미쓰오       | 중의원, 민주당(노다 그룹)          |                          |
| 재무대신 정무관     | 요시다 이즈미       | 중의원, 민주당(하토야마 그룹)      | 재임                     |
| 문부과학대신 정무관 | 기이 다카시         | 중의원, 민주당                     |                          |
| 문부과학대신 정무관 | 가미모토 미에코     | 참의원, 민주당(요코미치 그룹)      |                          |
| 후생노동대신 정무관 | 후지타 가즈에       | 중의원, 민주당(곤도·히라오카 그룹) |                          |
| 후생노동대신 정무관 | 쓰다 야타로         | 참의원, 민주당(요코미치 그룹)      |                          |
| 농림수산대신 정무관 | 나카노 히로코       | 중의원, 민주당(오자와 그룹)        |                          |
| 농림수산대신 정무관 | 모리모토 데쓰오     | 중의원, 민주당(하토야마 그룹)      |                          |
| 경제산업대신 정무관 | 기타가미 게이로     | 중의원, 민주당(마에하라 그룹)      |                          |
| 경제산업대신 정무관 | 야나기사와 미쓰요시 | 참의원, 민주당(가와바타 그룹)      |                          |
| 국토교통대신 정무관 | 쓰가와 쇼고         | 중의원, 민주당(무파벌)             | 재임                     |
| 국토교통대신 정무관 | 쓰시마 교이치       | 중의원, 민주당(오자와 그룹)        |                          |
| 국토교통대신 정무관 | 무로이 구니히코     | 참의원, 민주당(오자와 그룹)        |                          |
| 환경대신 정무관     | 다카야마 사토시     | 중의원, 민주당(오자와 그룹)        |                          |
| 방위대신 정무관     | 시모조 미쓰         | 중의원, 민주당(하타 그룹)          |                          |
| 방위대신 정무관     | 진푸 히데오         | 중의원, 민주당(오자와 그룹)        |                          |

- 아쿠쓰 유키히코 내각부대신 정무관만 2011년 9월 2일에 임명되었고, 나머지는 2011년 9월 5일에 임명됨.